# Félix Lancís Sánchez
Félix Lancís Sánchez, né le 20 novembre 1900 à La Havane et mort en 1976, est un médecin et homme politique cubain.  Il est premier ministre à deux reprises d'octobre 1944 à octobre 1945 puis d'octobre 1951 à octobre 1952.

## Biographie
Il fait des études de médecine à l'Université de La Havane. Il milite dans des organisations étudiantes contre le régime de Gerardo Machado. En 1934 il est un des fondateurs du Parti révolutionnaire cubain (PRC) ou parti auténtico. Il entre plus tard au parti de l'Union révolutionnaire. Le 10 octobre 1944 Il est nommé par le président Ramón Grau San Martín premier ministre après la victoire aux élections législatives du PRC. Il quitte ce poste en octobre 1945. Il est élu sénateur en 1948 puis exerce diverses fonctions dirigeantes au sein du PRC. Il est nommé premier ministre le 6 octobre 1951. Il est remplacé puis nommé ministre de l'éducation le 1er octobre 1952 par le président Carlos Prío Socarrás. Il meurt en 1976.

## Source
- (en) Harris M Lentz, Heads of states and governments : a worldwide encyclopedia of over 2,300 leaders, 1945 through 1992, Oxfordshire, England New York, New York, Routledge, 2013 (ISBN 978-1-315-07402-3), p. 207